# Ur-Nungal
Ur-Nungal Uruški je bil šesti sumerski vladar iz Prve uruške dinastije, ki je vladal okoli 26. stoletja pr. n. št. Po Seznamu sumerskih kraljev naj bi vladal 30 let. Seznam sumerskih kraljev in Tumalska kronika omenjata, da je bil sin Gilgameša, Seznam sumerskih kraljev pa tudi to, da je bil oče svojega naslednika Udul-kalame.

## Sklic
1. ↑  Thorkild Jacobsen. The Sumerian King List. Chicago: University of Chicago Press, 1939.

| Ur-Nungal Prva uruška dinastija |                                              |                        |
| Vladarski nazivi                |                                              |                        |
| Predhodnik: Gilgameš            | Kralj Sumerije okoli 26. stoletja pr. n. št. | Naslednik: Udul-kalama |
| Predhodnik: Gilgameš            | Ensí Uruka okoli 26. stoletja pr. n. št.     | Naslednik: Udul-kalama |